# Poon Lok Yan
Poon Lok Yan (chinesisch 潘樂恩, * 22. August 1991 in Hongkong) ist eine Badmintonspielerin aus Hongkong. 

## Karriere
Poon Lok Yan stand bei der Hong Kong Super Series 2010 im Viertelfinale des Damendoppels gemeinsam mit Tse Ying Suet. Bei der India Super Series 2011 erreichten beide das Halbfinale, bei der Indonesia Super Series 2011 dagegen nur das Achtelfinale. Gemeinsam nahmen sie auch an den Asienspielen 2010 und der Weltmeisterschaft 2011 teil.